# 소주전쟁
《소주전쟁》은 2025년 5월 30일에 개봉한 대한민국의 영화이다.

## 시놉시스
1997년 IMF 외환위기 속, 한 시대를 풍미하던 국보소주는 자금난으로 흔들리기 시작한다. 이 시기, 글로벌 투자사 소속의 인범은 국보소주 인수를 위해 회사에 접근하고, 국보그룹 재무이사 종록은 회생을 위한 마지막 희망으로 인범에게 기대를 건다.
한평생 회사를 지켜온 종록과, 다른 목적을 품고 접근한 인범. 서로 다른 방향을 바라보던 두 사람은 소주를 매개로 점차 관계를 형성해 나간다.

## 출연진

### 주연
- 유해진 : 표종록 역 - 위기에 처한 주류 회사의 재무이사
- 이제훈 : 최인범 역 - 기업을 노리는 글로벌 투자사의 에이스
- 손현주 : 석진우 역 - 위기의 주류회사, 국보그룹을 물려받을 재벌2세
- 최영준 : 구영모 역 - 국보그룹 담당 법무법인 무명의 대표 변호사

### 그 외
- 이창호 : 개발 연구원
- 스테파니 미초바 : 줄리아 역
- 김기해 : 백성빈 역
- 윤지혜 : 전미라 역
- Daniel C Kennedy :마크 역
- Blake Crawford : 해리스햄튼 역
- Amy Aleha : 애나 역
- Maurice Turner Jr : 스티브 역
- Bianca Lau : 린다 역
- Tatsimi Shiga : 치로 역
- 한상조 : 손 대리 역
- 이서환 : 허준석 역
- 최교식 : 공장장 역
- 김문식 : 노조 위원장 역
- 박지일 : 고중천 역
- 김다흰 : 법무과장 역
- Yasuro Kono : 오사카 상무 역
- 정형석 : 두영건설 회장 역
- 심우성 : 검사 역
- 이선구 : 수사관 역
- 최희진 : 이언주 판사 역
- 김서현 : 고등법원 판사 역
- 정용식 : 명장 변호사 역

### 특별출연
- 바이런 맨 : 고든 역 - 글로벌 투자사 '솔퀸'의 홍콩지사 본부장.
- 장재현 : 기자 역

## 참고 사항
- 초기에 기획된 제목은 모럴해저드였다.[1]
- 1997년의 외환위기와 국민 소주 기업을 다룬 영화로, 모티브는 진로그룹과 골드만삭스이다. 당시 진로그룹은 경영난으로 그룹이 해체되고, 모기업인 진로는 하이트맥주에 인수되어 현재의 주식회사 하이트진로로 이어진다. 다만 존속법인은 (주)진로로 삼은 역합병이었다.